# Wincenty Budzyński
Wincenty Budzyński (ur. w 1815 na Wołyniu, zm. 5 maja 1866 w Paryżu) – polski pisarz i działacz polityczny. Był jednym z pierwszych znanych polskich szachistów, odnoszących sukcesy w słynnej paryskiej „Café de la Régence”.

## Życiorys
Pochodził z wołyńskiej rodziny ziemiańskiej herbu Dąbrowa, był synem Ignacego i Kunegundy z Ilińskich, a młodszym bratem Michała, w przyszłości również zaangażowanego w działalność patriotyczną. Wincenty Budzyński uczęszczał do szkoły ojców bazylianów w Lubarze. Podczas powstania listopadowego zaciągnął się razem z bratem do jazdy wołyńskiej Karola Różyckiego; mimo młodego wieku rychło awansowany na podporucznika, wyróżniał się odwagą w bitwach, m.in. pod Wolą Solecką w sierpniu 1831 razem z zaledwie sześcioma podkomendnymi zaatakował oddział kozacki. Odniósł w tej potyczce ciężkie rany i w czasie szpitalnej rekonwalescencji został odznaczony krzyżem za odwagę.
Kontynuował leczenie po złożeniu broni przez oddział Różyckiego; przebywał początkowo w Krakowie, następnie we Lwowie. Za sprawą Karola Borkowskiego włączył się w działalność konspiracyjną w Galicji (w ramach Stowarzyszenia Ludu Polskiego) i skierowany został głównie do agitacji wśród ziemian i zamożnych mieszkańców Lwowa. W marcu 1834 został aresztowany przez władze austriackie. Po dwuletnim pobycie w więzieniu, który wykorzystał na zapoznanie się z językiem niemieckim, został zwolniony wobec braku dowodów winy, ale jednocześnie otrzymał nakaz opuszczenia Galicji. W lutym 1837 razem z bratem Michałem wyjechał drogą morską do Anglii, gdzie wobec trudnej sytuacji materialnej zajął się pracą fizyczną. Kilka miesięcy później, wsparty pieniędzmi nadesłanymi z kraju przez ojca, przeniósł się do Belgii.
W Belgii nawiązał bliższą współpracę z Joachimem Lelewelem. Lelewel zachęcił Budzyńskiego do realizacji zainteresowań historycznych, czego efektem stała się dwutomowa powieść Lechia w IX wieku (1843). Przez dłuższy czas Budzyński nie angażował się w działalność polityczną na emigracji, nie mogąc wybrać właściwego stronnictwa. Ostatecznie podjął współpracę z obozem księcia Adama Jerzego Czartoryskiego; przebywał już wówczas – od 1844 – w Paryżu, gdzie prowadził także wykłady z literatury polskiej w Wyższej Szkole Polskiej na Montparnasse oraz publikował kolejne powieści historyczne (Biała kniehini, 1844, Wyprawa pruska) i współczesne (Partie „z czasów partyzantki 1833", 1841). Pod pseudonimem Paul de Saint-Vincent pisał też o literaturze i innych sprawach polskich w języku francuskim. Ponadto ogłosił Kilka uwag o poezji narodowej (1846).
W sierpniu 1848 z polecenia Czartoryskiego udał się do Bukaresztu z misją polityczną. Jego zadaniem było osłabianie wpływów rosyjskich oraz nakłonienie Rumunów do powołania wspólnej federacji z Węgrami i narodami słowiańskimi. Używał w tej misji nazwiska Biberstein. Z powodu własnej choroby oraz otrzymanej informacji o śmierci ojca nie zdążył dotrzeć do Mołdawii, która stanowiła etap w jego podróży do Stambułu, przed klęską Rumunów; w tej sytuacji w Stambule Michał Czajkowski (Sadyk Pasza) skierował go do Siedmiogrodu, gdzie Budzyński nawiązał kontakt z dużymi grupami emigrantów rumuńskich. Później zaowocowało to porozumieniem rumuńsko-węgierskim (w lipcu 1849). W Siedmiogrodzie Budzyński walczył w szeregach legionu polskiego w rewolucji węgierskiej.
Po klęsce powstania na Węgrzech nie mógł wrócić na ziemie polskie. Przez Wrocław przedostał się z powrotem do Paryża, podejmując pracę zarobkową w biurze telegraficznym. Po zawarciu związku małżeńskiego z Francuzką (1850) wycofał się z aktywności politycznej, jedynie w 1854 był krótko redaktorem „Wiadomości Polskich”. Pod koniec życia cierpiał na chorobę umysłową.
Od początku pobytu w Paryżu w latach 40. XIX wieku Wincenty Budzyński należał do aktywnych uczestników życia szachowego; być może pasją szachową zaraził się niewiele wcześniej w Belgii od Joachima Lelewela. Stał się regularnym bywalcem szachowej kawiarni „Café de la Régence”, przecierając tym samym szlaki dla innych Polaków, m.in. Hieronima Czarnowskiego, Samuela Rosenthala, Stanisława Sittenfelda, Władysława Maczuskiego czy Jana Taubenhausa. Wysoko grę Budzyńskiego cenił ówczesny lider szachów francuskich Lionel Kieseritzky. Dowodem uznania dla klasy sportowej Polaka był fakt, że Kieseritzky nie dawał mu w pojedynkach żadnych for. Budzyński więcej grywał po odejściu z aktywnej działalności politycznej, spotykając się w „Café de la Régence” z takimi rywalami, jak Paul Morphy czy Adolf Anderssen.

## Literatura dodatkowa
- Helena Więckowska: Budzyński Wincenty. W: Polski Słownik Biograficzny. T. 3: Brożek Jan – Chwalczewski Franciszek. Kraków: Polska Akademia Umiejętności – Skład Główny w Księgarniach Gebethnera i Wolffa, 1937, s. 106–107. Reprint: Zakład Narodowy im. Ossolińskich, Kraków 1989, ISBN 83-04-03291-0